# Прапор Житомирської області
Пра́пор Жито́мирської о́бласті — символ, що відображає історію й традиції області. Разом із гербом становить офіційну символіку органів місцевого самоврядування та виконавчої влади Житомирської області. Затверджений 11 квітня 2003 р. рішенням восьмої сесії Житомирської обласної ради XXIV скликання.

## Опис прапора
Являє собою прямокутне полотнище червоного кольору зі співвідношенням сторін 2:3, у центрі якого вміщено герб міста Житомира, накладеного на прямий хрест жовтого кольору. Висота герба становить 2:5 висоти полотнища, ширина герба — 2:9 ширини полотнища прапора. Ширина сторони хреста становить 1:18 ширини полотнища прапора.